# أغيلس سليماني
أغيلس سليماني (مواليد 20 أغسطس 1982) هو سبّاح جزائري، مثّل بلاده في الألعاب الأولمبية الصيفية 2004.

## روابط خارجية
أغيلس سليماني على موقع الاتحاد الدولي للسباحة (الإنجليزية)
- أغيلس سليماني على موقع SwimRankings.net (الإنجليزية)
- أغيلس سليماني على موقع اللجنة الأولمبية الدولية (الإنجليزية)
- أغيلس سليماني على موقع أوليمبيديا (الإنجليزية)